# Многолетний, Иван Акимович
Ива́н Аки́мович Многоле́тний (14 (27) января 1908 года, Журавка, Черниговская губерния, Российская империя — 1989) — советский комбайнер-новатор, передовик сельского хозяйства, хозяйственный и партийный деятель. Депутат Верховного Совета СССР I созыва.
Происходил из Черниговской губернии, в 18 лет переехал в Сибирь. С 1931 года работал трактористом и комбайнёром, затем вступил в стахановское движение. Добился рекордных показателей, был удостоен ряда государственных наград.

## Биография
Родился 14 (27) января 1908 года в селе Журавка Черниговской губернии (сейчас в Сумской области Украины). Получил начальное образование. С детских лет батрачил, был пастухом, в 12 лет начал заниматься пахотными работами. В 1926 году в 18 лет вместе с семьёй перебрался в Сибирь, где поселился в деревне Олтарь Каинского уезда Томской губернии (сейчас в Чистоозёрном районе Новосибирской области). В 1928 году семья в числе первых вступила в колхоз. Многолетний стал деятельным комсомольцем, стоял во главе комсомольской ячейки, которую сам и организовал.
Во второй половине 1920-х в Олтарь прибыли первые тракторы. Иван Многолетний стал обучаться на тракториста и окончил курсы в 1931 году. После этого стал трудиться в колхозе «Овцевод» (Барабо-Юдино), а затем на Юдинской машинно-тракторной станции, где уже на следующий год стал бригадиром тракторного отряда и в то же время комбайнером. В 1933 году окончил краевые курсы комбайнеров (в Омске), освоил трактор «Сталинец». Впервые убирал урожай комбайном в Олтаре, где, однако, сумел убрать всего 33 га. После этого изучил конструкцию комбайна и сумел разобраться в машине. Включившись в 1935 году в стахановское движение, бригада Многолетнего добилась на каждый трактор (С-60 «Сталинец») выработки 2732 га, в то время как ещё в предыдущем году выработка в среднем на условный трактор в ведущих МТС составляла только 363 га. За данные достижения в том же году награждён орденом Трудового Красного Знамени.
В 1936 году входил в состав комиссии по созданию новой Конституции СССР, а после этого был делегатом Чрезвычайного VIII Всесоюзного съезда Советов. В 1937 году Иван Многолетний на сцепе двух комбайнов убрал хлеб с площади около 2500 га (средний показатель по региону составил 230 га) и был признан лучшим комбайнёром Западной Сибири. В 1937 году избран депутатом Верховного Совета СССР I созыва от Татарского избирательного округа (Новосибирская область). Трудовой деятельностью занимался и во время депутатского срока. В том же году посещал находившийся в числе отстающих по выработке Сузунский район и Караканскую машинно-тракторную станцию, где занимался сбором урожая в одном из колхозов (имени Эйхе, Артамоновский сельский совет). На своей машинно-тракторной станции тогда же он самым первым в регионе применил метод комбайнёров из южных областей по увеличению скорости приёма зерна во избежание забивания шнеков, тем самым усовершенствовав элеваторы комбайнов. На следующий год был переведён на работу в областной центр город Новосибирск на должность заместителя председателя облисполкома. Спустя год, уйдя с руководящей работы по собственному желанию, вернулся в село Олтарь и на сцепе уже трёх комбайнов убрал зерновые культуры на площади 3004 га. Средний показатель выработки за день составил 121,5 га (для сравнения, столько же в 1928 году убирали за день 1470 работников-крестьян индивидуального хозяйства). За новаторский опыт в земледелии на Всесоюзной сельскохозяйственной выставке в 1939 году был награждён Большой золотой медалью. В 1940 году написал очерк о работе на сцепе комбайнов. Не позже 1941 года участвовал в строительстве здания средней школы в Чистоозёрном (современная школа № 1).
Во время Великой Отечественной войны работал в тылу: неоднократно подавал заявление об отправке на фронт, однако ему каждый раз отказывали, заявляя, что поле — это и есть его фронт. В ноябре 1941 года был назначен на должность заместителя директора МТС по политической части. Принял участие в районном соревновании «Эшелон Победы» по превышающему предусмотренное планом сбору хлебного урожая, сверхплановую часть которого планировалось отправить на фронт (инициатива женщин-механизаторов колхоза «Путь крестьянина» села Павловка). За значительное перевыполнение обязательств в 1942 году был награждён орденом Ленина. Установив ещё один рекорд по сбору урожая (при этом работая уже на сцепе четырёх комбайнов), посвятил его освобождению Харькова и Донбасса от фашистских войск.
Принял участие в Параде Победы. В июне 1945 назначен директором Юдинской МТС (позднее преобразована в ремонтно-техническую станцию, а затем в ремонтно-техническое предприятие). В неурожайный 1955 год, несмотря на то, что корма для скота не были заготовлены, своими действиями смог предотвратить существенные потери поголовья, организовав сбор камыша и кочек, а также соломы, которую иногда брали даже с крыш зданий (позднее данный способ стали использовать в других районах области). Эту должность занимал до 1968 года, когда вышел на пенсию. Вёл общественную деятельность: был депутатом областного Совета, членом районного комитета партии, обучал молодое поколение механизаторов.
Умер в 1989 году.
Деятельность Многолетнего получала освещение в советских газетах и монографиях.
В 2018 году предлагалось посмертно присвоить Многолетнему звание почётного гражданина района за трудовую деятельность и вклад в развитие Чистоозерного района.

## Семья
Отец — Многолетний Аким Андреевич, воевал на фронте во время Первой мировой войны. Иван Многолетний был женат, на февраль 1949 года в семье было пятеро детей.